# Marcello De Donno
Marcello De Donno (Lecce, 7 febbraio 1941) è un ex ammiraglio italiano che ha ricoperto la carica di Capo di stato maggiore della Marina Militare.

## Carriera militare
Nato a Lecce il 7 febbraio 1941, nel 1959 è entrato nell'Accademia navale uscendone, nel 1963, con il grado di Guardiamarina. Ha successivamente conseguito la laurea in Scienze matematiche e, dopo aver frequentato l'Istituto di Guerra Marittima, la Specializzazione per il Servizio Informazioni Operative di Combattimento (SIOC). Imbarcato su varie Unità della Marina Militare, dopo aver frequentato la Scuola di Comando Navale ha assunto il comando della corvetta Aquila; successivamente è stato comandante in seconda dell'incrociatore Vittorio Veneto, e ha poi comandato la fregata lanciamissili Sagittario e, con il grado di capitano di vascello, l'incrociatore lanciamissili Andrea Doria. Con il grado di contrammiraglio è stato comandante dell'Accademia navale e con il grado di ammiraglio di divisione ha comandato la III Divisione navale e ha retto l'Ispettorato scuole della Marina Militare ed è stato Capo Ufficio Generale del Capo di stato maggiore della difesa e ha poi ricoperto l'incarico presso lo Stato maggiore della Marina l'incarico di Capo Ufficio Pianificazione Generale e Finanziaria.
Tra gli incarichi ricoperti quello di Addetto Navale presso l'Ambasciata d'Italia a Washington e di assistente del Capo di stato maggiore della Marina.
Promosso Ammiraglio di squadra il 5 luglio 1997, ha ricoperto con tale grado l'incarico di Sottocapo di stato maggiore della Marina dal 21 ottobre 1997 all'11 ottobre 1999 e, dal 21 ottobre 1999 al 8 febbraio 2001, è stato Comandante in capo della Squadra Navale.
Il 16 febbraio 2001 ha ricevuto la nomina di Capo di stato maggiore della Marina, ricoprendo tale carica fino al 7 febbraio 2004.
Dopo aver lasciato il servizio attivo dal 6 luglio 2004 è stato Presidente della Società Agusta Westland e dal 2005 al 2011 Presidente della Lega Navale Italiana.
Nel luglio 2005 ha costituito la ONLUS Nyumbani Italia per sostenere i progetti della Fondazione Nyumbani Kenya di Nairobi rivolta a bambini orfani ed affetti da AIDS ed è Presidente dell'Istituto Italiano di Studi Strategici "Niccolò Machiavelli", associazione culturale senza scopo di lucro costituita nel 2010 a Roma.

## Onorificenze
È stato insignito delle seguenti onorificenze e medaglie.